# مارینا ورگلیوک
مارینا ورگلیوک (انگلیسی: Maryna Vergelyuk؛ زادهٔ ۲۴ ژوئن ۱۹۷۸) بازیکن هندبال اهل اوکراین است.